# Vochysiaceae
Vochysiaceae is de botanische naam van een familie van tweezaadlobbige planten. Een familie onder deze naam wordt universeel erkend door systemen voor plantentaxonomie, inclusief het APG-systeem (1998) en het APG II-systeem (2003).
Het gaat om een kleine familie van ongeveer tweehonderd soorten, typisch bomen, in de neotropen en tropisch West-Afrika.
De verwantschappen van de familie zijn altijd tamelijk omstreden geweest. Het Cronquist-systeem (1981) plaatste de familie in de orde Polygalales.

## Genera
- Callisthene
- Erisma
- Erismadelphus
- Qualea
- Ruizterania
- Salvertia
- Vochysia